# Джон Діллінджер
Джон Герберт Діллінджер (англ. John Herbert Dillinger); (нар.22 червня 1903 — †22 липня 1934) — американський банківський грабіжник, невловимий бандит середини 1930-х років. За час своєї кримінальної діяльності пограбував понад 20 банків, скоював напади на поліцейські відділки і двічі втікав із в'язниці. За свої злочини був проголошений ворогом суспільства номер один. Кримінальні пригоди Діллінджера та спроби його арешту активно висвітлювалися у тогочасній американській пресі та до певної міри призвели до вдосконалення Федерального Бюро Розслідувань США. Постать Діллінджера разом із іншими злочинцями періоду Великої Депресії займає визначне місце в американській популярній культурі, неодноразово екранізувалася і знайшла відображення у численних романах та виставах.

## Біографія
Джон Герберт Діллінджер народився в місті Індіанаполісі, штат Індіана, у родині Джона Вілсона Діллінджера та Мері Еллен Ланкастер. Джон був молодшим з двох дітей. Матір померла, коли хлопцю мало виповнитися лише чотири роки. Батько був власником бакалійного магазину. У 1912 році батько знову одружився і вирішив продати свій бізнес та переїхав до маленького містечка в Індіані. У віці 16 років Діллінджер залишив школу й почав працювати в продуктовому магазині в Індіанаполісі.
Свій перший злочин хлопець скоїв ще в 1923 році, коли вкрав автомобіль для того, щоб похвалитися перед своєю дівчиною. Він був швидко арештований, але втік і, побоюючись переслідування поліції, записався до ВМФ США. Служба у флоті не тривала довго: лише через п'ять місяців, не витримавши військового життя, Діллінджер утік з армії й повернувся до рідного міста.
У квітні 1924 року Джон Діллінджер одружився з 16-річною дівчиною і спробував налагодити своє сімейне життя. Не маючи роботи та власного помешкання, через декілька тижнів Джон знову вдався до злочинів. Цього разу його арештували за крадіжку курей, але завдяки клопотанню батька справа не дійшла до суду. Тим часом фінансові труднощі призвели до складнощів у сімейному житті, й у 1929 році шлюб розпався.
Залишаючись безробітним, Діллінджер разом зі своїм товаришем скоїли пограбування продуктового магазину, але наступного ж дня були арештовані. На відміну від свого товариша, який заперечував свою провину, батькові Джона вдалося переконати його співпрацювати зі слідством і визнати себе винним. У результаті Джон Діллінджер отримав значно суворіший вирок, ніж інший співучасник злочину, і був засуджений до 10 років в'язниці, що ще більше укорінило його зневагу до системи правосуддя країни.

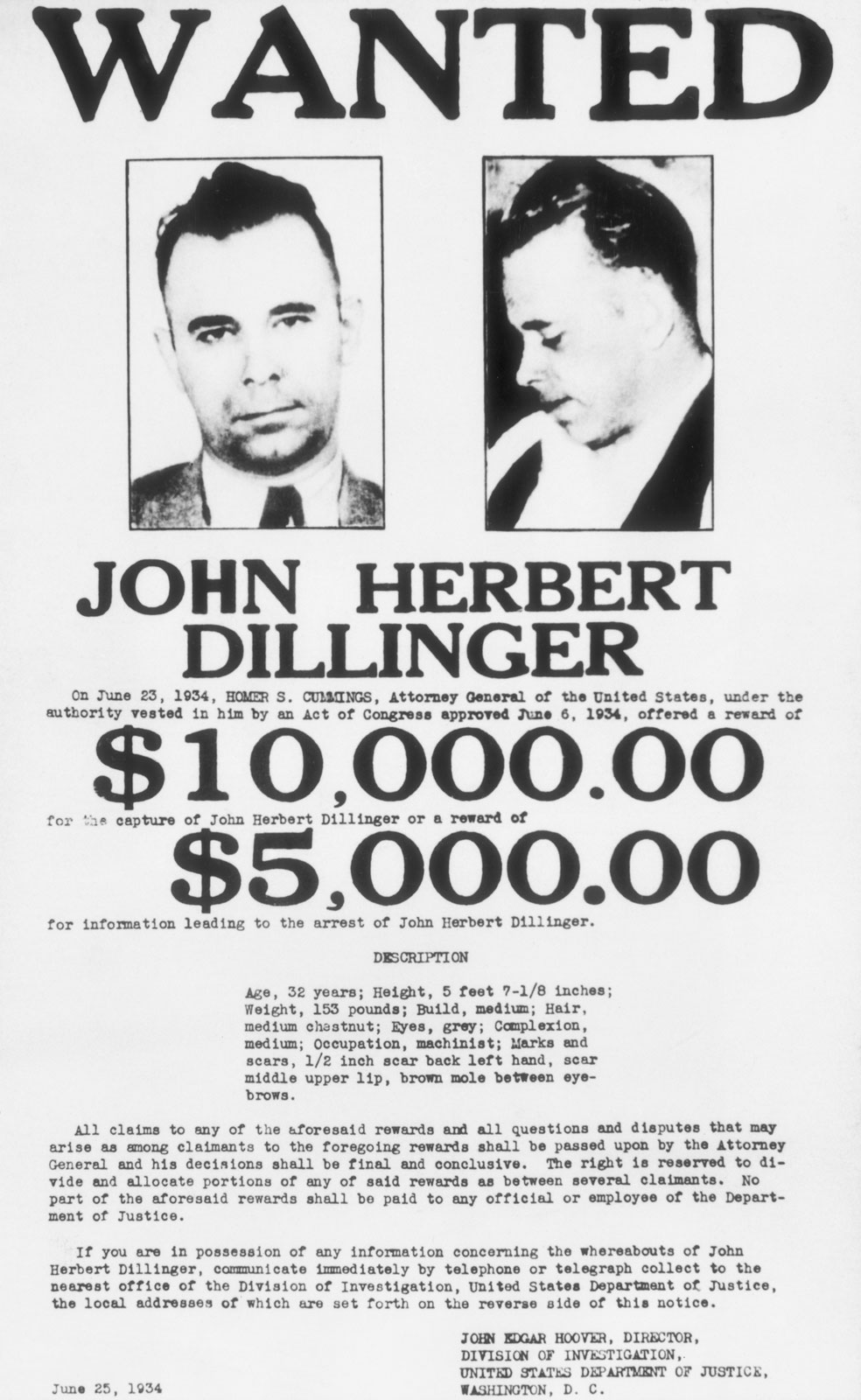
Оголошення ФБР про розшук Джона Діллінджера

У в'язниці Діллінджер познайомився з іншими злочинцями, серед них — з багатьма грабіжниками банків, і саме тут сформував свій світогляд, негативне ставлення до суспільства загалом та вирішив займатися грабунком. Тим часом завдяки клопотанню батька Діллінджера звільнили достроково, після восьми з половиною років ув'язнення. Уже через декілька місяців, 22 вересня 1933 року, Джон разом із спільниками скоїв своє перше пограбування банку в штаті Огайо. Крім пограбувань банків, також скоювалися вбивства поліцейських та напади на в'язницю, з якої йому вдалося визволити декількох членів своєї банди.
У розпалі Великої депресії Діллінджер швидко зажив слави у пресі як сучасний Робін Гуд, оскільки він грабував банки, які ненавиділа значна частина населення і звинувачувала в експлуатації під час тяжких економічних часів. Затримання Діллінджера виявилося надзвичайно складним завданням для правоохоронних органів країни, а після арешту Діллінджеру вдавалося втекти. Найвідомішою втечею Діллінджера була втеча з в'язниці штату Індіана — завдяки використанню зробленої з дерева імітації револьвера.
Злочини Діллінджера, пограбування банків та особливо вбивства поліцейських призвели до оголошення його ФБР ворогом суспільства номер один. Також була створена спеціальна група, яка займалася пошуком Діллінджера, були проведені перші реформи цілої служби ФБР. З часом усі члени банди Діллінджера були вбиті, а сам він після поранення переховувався в Чикаго. Нарешті, 22 липня 1934 року, поліція вийшла на слід грабіжника й влаштувала засідку навколо кінотеатру, який Діллінджер мав відвідати. Після закінчення сеансу він був оточений, у перестрілці з поліцією отримав три поранення і помер від пострілу в обличчя.

## Значення
Постать Джона Діллінджера залишалася в центрі уваги американської преси, кожний аспект його біографії прискіпливо вивчався. Протягом багатьох років вирували чутки та конспірологічні теорії про те, що насправді був убитий двійник, а сам Діллінджер спокійно дожив до похилого віку. Жодні теорії, однак, не знайшли підтвердження. Джон Діллінджер був похований в Індіанаполісі, його популярність залишалася настільки високою, що надгробок на цвинтарі довелося міняти декілька разів, оскільки відвідувачі відбивали шматки на сувеніри.
Історія Джона Діллінджера знайшла відображення в декількох кінофільмах, п'єсах та романах. Перша екранізація його історії відбулася в 1945 році, остання — у 2009 році, коли головну роль Джона Діллінджера зіграв відомий голівудський актор Джонні Депп.
У першому фільмі Квентіна Тарантіно «Скажені собаки» є цікавий вираз: «Він мертвий як Діллінджер».

## Фільми
- 1945 : «Діллінджер» / (Dillinger)
- 2009 : «Джонні Д.» / (Public Enemies)

## В україномовній літературі
Оповідь « Банда Ділінджера» в книзі Гюнтера Проделя «Вбивці на борту».